# Tetramorium vombis
Tetramorium vombis är en myrart som först beskrevs av Bolton 1976.  Tetramorium vombis ingår i släktet Tetramorium och familjen myror. Inga underarter finns listade i Catalogue of Life.